# غاستونيا
غاستونيا (بالإنجليزية: Gastonia)‏ هي مدينة أمريكية ومركز مقاطعة غاستون في ولاية كارولاينا الشمالية في الولايات المتحدة الأمريكية.

## التركيبة السكانية
حدّد مكتب تعداد الولايات المتحدة بيانات التركيبة السكانية لغاستونيا في تعداد الولايات المتحدة. في ما يلي، التركيبة السكانية حسب تعدادي 2000 و2010.

### تعداد عام 2000
بلغ عدد سكان غاستونيا 66,277 نسمة بحسب تعداد عام 2000، وبلغ عدد الأسر 25,945 أسرة وعدد العائلات 17,709 عائلة مقيمة في المدينة. في حين سجلت الكثافة السكانية 493.3 نسمة لكل كيلومتر مربع (1,277.6/ميل2). وبلغ عدد الوحدات السكنية 27,857 وحدة بمتوسط كثافة قدره 207.3 لكل كيلومتر مربع (536.9/ميل2).
وتوزع التركيب العرقي للمدينة بنسبة 70.18% من البيض و25.62% من الأمريكيين الأفارقة و0.21% من الأمريكيين الأصليين و1.17% من الأمريكيين ذوي الأصول الآسيوية و0.03% من سكان جزر المحيط الهادئ و1.76% من الأعراق الأخرى و1.04% من عرقين مختلطين أو أكثر و5.45% من الهسبانيون أو اللاتينيون من أي عرق.
بلغ عدد الأسر 25,945 أسرة كانت نسبة 35.3% منها لديها أطفال تحت سن الثامنة عشر تعيش معهم، وبلغت نسبة الأزواج القاطنين مع بعضهم البعض 47.3% من أصل المجموع الكلي للأسر، ونسبة 16.3% من الأسر كان لديها معيلات من الإناث دون وجود شريك، بينما كانت نسبة 4.7% من الأسر لديها معيلون من الذكور دون وجود شريكة وكانت نسبة 31.7% من غير العائلات. تألفت نسبة 26.5% من أصل جميع الأسر من عدة أفراد يعيشون في نفس المنزل ونسبة 9.8% كانت تتألف من شخص يعيش بمفرده يبلغ من العمر 65 عاماً أو أكثر. وبلغ متوسط حجم الأسرة المعيشية 2.50، أما متوسط حجم العائلات فبلغ 3.00.
بلغ العمر الوسطي للسكان 35.6 عاماً. وكانت نسبة 24.9% من القاطنين تحت سن الثامنة عشر، وكانت نسبة 8.7% بين الثامنة عشر والرابعة والعشرين عاماً، ونسبة 30.1% كانت واقعةً في الفئة العمرية ما بين الخامسة والعشرين والرابعة والأربعين عاماً، ونسبة 21.7% كانت ما بين الخامسة والأربعين والرابعة والستين، ونسبة 12.3% كانت ضمن فئة الخامسة والستين عاماً فما فوق. يوجد لكل 100 أنثى 90.4 ذكر، ويوجد لكل 100 أنثى في الثامنة عشر من عمرها فما فوق 87.5 ذكر.
بلغ متوسط دخل الأسرة في المدينة 35,473 دولارًا، أما متوسط دخل العائلة فبلغ 40,542 دولارًا. وكان متوسط دخل الذكور 29,906 دولارًا مقابل 21,954 دولارًا للإناث. وسجل دخل الفرد الخاص بالمدينة 16,050 دولارًا. وكانت نسبة 11.8% من العائلات ونسبة 15.7% من السكان تحت خط الفقر، وكان من هؤلاء نسبة 23% تحت سن الثامنة عشر ونسبة 14.1% في الخامسة والستين من العمر وما فوق.

### تعداد عام 2010
بلغ عدد سكان غاستونيا 71,741 نسمة بحسب تعداد عام 2010، وبلغ عدد الأسر 27,770 أسرة وعدد العائلات 18,599 عائلة مقيمة في المدينة. في حين سجلت الكثافة السكانية 534 نسمة لكل كيلومتر مربع (1,383.1/ميل2). وبلغ عدد الوحدات السكنية 31,238 وحدة بمتوسط كثافة قدره 232.5 لكل كيلومتر مربع (602.2/ميل2).
وتوزع التركيب العرقي للمدينة بنسبة 63% من البيض و27.81% من الأمريكيين الأفارقة و0.40% من الأمريكيين الأصليين و1.34% من الأمريكيين ذوي الأصول الآسيوية و0.02% من سكان جزر المحيط الهادئ و5.17% من الأعراق الأخرى و2.25% من عرقين مختلطين أو أكثر و9.62% من الهسبانيون أو اللاتينيون من أي عرق.
بلغ عدد الأسر 27,770 أسرة كانت نسبة 34.7% منها لديها أطفال تحت سن الثامنة عشر تعيش معهم، وبلغت نسبة الأزواج القاطنين مع بعضهم البعض 42.5% من أصل المجموع الكلي للأسر، ونسبة 19% من الأسر كان لديها معيلات من الإناث دون وجود شريك، بينما كانت نسبة 5.5% من الأسر لديها معيلون من الذكور دون وجود شريكة وكانت نسبة 33% من غير العائلات. تألفت نسبة 27.1% من أصل جميع الأسر من عدة أفراد يعيشون في نفس المنزل ونسبة 9.7% كانت تتألف من شخص يعيش بمفرده يبلغ من العمر 65 عاماً أو أكثر. وبلغ متوسط حجم الأسرة المعيشية 2.52، أما متوسط حجم العائلات فبلغ 3.05.
بلغ العمر الوسطي للسكان 38.0 عاماً. وكانت نسبة 24.7% من القاطنين تحت سن الثامنة عشر، وكانت نسبة 8.9% بين الثامنة عشر والرابعة والعشرين عاماً، ونسبة 26.5% كانت واقعةً في الفئة العمرية ما بين الخامسة والعشرين والرابعة والأربعين عاماً، ونسبة 26.2% كانت ما بين الخامسة والأربعين والرابعة والستين، ونسبة 13.6% كانت ضمن فئة الخامسة والستين عاماً فما فوق. وتوزع التركيب الجنسي للسكان بنسبة 47.3% ذكور و52.7% إناث.

## توأمة
لغاستونيا اتفاقيات توأمة مع:
- غوتا

## أعلام
- ليونيل شرايفر
- سامي جونز
- ماري رينولدز
- داريل آرمسترونغ
- والتر د. باول
- بوب ديفيس
- توماس سويل
- جيمس وورثي
- تيد أبيرناثي
- حسن وايتسايد